# About That Life
| Оценки критиков   | Оценки критиков |
| Источник          | Оценка          |
| ----------------- | --------------- |
| AllMusic          | [ 1 ]           |
| Alternative Press | [ 2 ]           |
| Artistdirect      | [ 3 ]           |

About That Life — пятый альбом американской металкор-группы Attila. Альбом был выпущен 25 июня 2013 года на лейбле Artery Recordings. Это третий релиз группы, выпущенный на этом лейбле.
Альбом является вторым по счёту, спродюсированным Джо Стерджисом, который ранее работал с такими группами, как The Devil Wears Prada, Emmure, We Came as Romans и Asking Alexandria.

## Коммерческий успех
About That Life занял самую высокую позицию в первую недель продаж; на сегодняшний день продано около 14,271 копий альбома. Альбом дебютировал на 22 позиции в чарте Billboard 200, на 5 позиции в независимом чарте Billboard, на 4 позиции в чарте Billboard Hard Music и на 5 позиции в рок-чарте Billboard.

## Список композиций
| №                   | Название                           | Длительность |
| ------------------- | ---------------------------------- | ------------ |
| 1.                  | «Middle Fingers Up»                | 2:37         |
| 2.                  | «Hellraiser»                       | 2:56         |
| 3.                  | «Rageaholics»                      | 3:00         |
| 4.                  | «Backtalk»                         | 3:04         |
| 5.                  | «Leave a Message»                  | 0:47         |
| 6.                  | «About That Life»                  | 3:06         |
| 7.                  | «Thug Life»                        | 2:47         |
| 8.                  | «Break Shit»                       | 2:59         |
| 9.                  | «Gimmicks and Lie$»                | 1:09         |
| 10.                 | «Callout»                          | 2:29         |
| 11.                 | «Unforgivable»                     | 3:22         |
| 12.                 | «Shots For The Boys»               | 2:41         |
| 13.                 | «Party with the Devil» (Re-Record) | 3:19         |
| 14.                 | «The New Kings»                    | 3:20         |
| Общая длительность: | Общая длительность:                | 37:36        |

## Участники записи
Attila
- Крис Фронзак – вокал
- Крис Линк – гитара
- Нэйт Салеме – гитара
- Шон Хинан – ударные
- Калан Блем – бас, дополнительный вокал на "Hellraiser", "About That Life", и "Thug Life"